# Distretto di Tup
Il distretto di Tup (in kirghiso Түп району?, Tüp rayonu) è un distretto (raion) del Kirghizistan con  capoluogo Tup.